# Minilabrus striatus
Minilabrus striatus är en fiskart som beskrevs av Randall och Dor, 1980. Minilabrus striatus ingår i släktet Minilabrus och familjen läppfiskar. IUCN kategoriserar arten globalt som livskraftig. Inga underarter finns listade i Catalogue of Life.